# Vaiges

Vaiges este o comună în departamentul Mayenne, Franța. În 2009 avea o populație de 1,170 de locuitori.